# Chas Mortimer
Charles "Chas" Mortimer (Shere, (Surrey), 14 april 1949) is een Brits voormalig motorcoureur en race-instructeur. Hij won acht keer een wedstrijd bij de TT van Man.

## Privé
Chas Mortimer is de zoon van Charles Mortimer senior, die ook motorcoureur was, maar later de "Charles Mortimer Race School" op het circuit Brands Hatch opende. Bij de opening in 1963 heette de school nog "Beart-Mortimer". Constructeur/tuner Francis Beart was toen nog compagnon, maar beëindigde de relatie met de raceschool in 1965 toen hij het te druk kreeg. Beart was een van de beste tuners van Norton Manx-racers. Vanaf 1966 werden er racecursussen gegeven op Cadwell Park, Silverstone en Mallory Park.
Toen Chas Mortimer in 1967 18 jaar was werd hij instructeur, samen met Paul Smart. Chas' broer Robin Mortimer was ook coureur. Bij zijn dood in 2007 was hij manager van RPM Motorsport, met zijn zoon Alex als coureur.

## Racecarrière
| Chas Mortimer was een voorvechter van de Isle of Man TT, die zware kritiek kreeg vanwege het gevaarlijke circuit. In 1972 besloot hij de race echter de rug toe te keren. Hij had tijdens de trainingen een gevaarlijke situatie opgemerkt bij Verandah en hij had gevraagd een muurtje af te dekken met strobalen of het muurtje te verwijderen. In plaats daarvan werden er betonnen paaltjes geplaatst. Ook zijn verzoek om die paaltjes van strobalen te voorzien werd afgewezen. Op deze plaats verongelukte Gilberto Parlotti, die op dat moment het 125cc-klassement aanvoerde. Het was de doodsteek voor de TT van Man als WK-race: vrijwel geen enkele toprijder zou nog naar het eiland Man komen en in 1976 verloor de TT haar WK-status. Mortimer hield zich echter niet aan zijn woord: vanaf 1974 keerde hij bijna elk jaar terug als deelnemer. In 1974 won hij de Formula 750 Classic TT, in 1975 de Lightweight 125 cc TT, in 1976 de Junior TT en de Production TT en in 1978 nogmaals de Junior TT. |

Chas Mortimer begon in 1965 op motorfietsen te racen op de "short circuits" op een Greeves Silverstone. Chas en Paul waren met 250cc-Greeves-racers van de raceschool al in de Manx Grand Prix van 1966 gestart. In 1967 gingen beide jonge coureurs met steun van vader Mortimer met 125cc-Bultaco's, 250cc-Greeves en Aermacchi Ala d'Oro 350's racen. Zowel Chas Mortimer als Paul Smart reden het grootste deel van hun carrière als privérijder. Chas Mortimer reed bijna altijd met Yamaha-machines.
In 1971 kreeg Chas Mortimer voor de Ultra-Lightweight TT de Yamaha YZ 623 A fabrieksracer omdat Dieter Braun niet naar het eiland Man kwam. Eigenlijk behelsde de "fabrieksuitvoering" niet zo gek veel. De tijd van de peperdure en gecompliceerde Yamaha RA 31 en Yamaha RA 97 was voorbij en de YZ 623 A was een opvoerset voor de Yamaha YAS-1 toermotor. De machine kwam dan ook veel vermogen tekort, maar tijdens de Ultra-Lightweight TT regende het en dat gecombineerd met de circuitkennis van Mortimer zorgde dat hij de race toch kon winnen.
In 1972 maakte Chas Mortimer deel uit van het fabrieksteam van Yamaha, dat weer via de importeurs een aantal coureurs van speciale onderdelen voorzag. Voor de 250 cc klasse kreeg hij van Yamaha geen YZ 635 fabrieksracer, maar speciale onderdelen voor zijn TD 3 productieracer. Die werden door Yamaha aan verschillende importeurs verstrekt, maar veel plezier had Chas Mortimer er niet van. Al na enkele races ontstond er een gebrek aan onderdelen. Zijn 350cc-Yamaha TR 3 gebruikte hij één keer in een 350cc-race, de Junior TT. In de rest van het seizoen reed er in de 500cc-klasse mee. Daarvoor moest de motor tot iets boven de 350 cc opgeboord worden en dat was in de 500cc-klasse heel gebruikelijk. MV Agusta had echte 500cc-racemotoren, maar de vele privérijders moesten het doen met tweecilinder Suzuki T 500's of driecilinder Kawasaki H 1 R's. Die gebruikten veel benzine en waren vaak minder snel dan opgeboorde Yamaha's. Nadat Giacomo Agostini al wereldkampioen 500 cc was geworden kwam het team van MV Agusta niet naar de Grand Prix van Spanje, die Chas Mortimer wist te winnen. In de 125cc-klasse ging het intussen erg goed: Mortimer scoorde vooral veel tweede plaatsen achter Ángel Nieto, Börje Jansson en Kent Andersson en sloot het seizoen af als derde in de WK-stand, nadat hij opnieuw de Lightweight 125 cc TT had gewonnen.
Toen Yamaha in 1973 met de TZ 500 een volwaardige 500cc-racer had, ging de aandacht van de fabriek uit naar Hideo Kanaya en Jarno Saarinen. Chas Mortimer kreeg net als Kent Andersson nog wel enige steun, maar ze moesten hun motorfietsen zelf verzorgen. Andersson kreeg voor de 125cc-klasse echter een OW 15 fabrieksracer, waarmee hij niet te verslaan was, terwijl Mortimer zich moest behelpen met de veel tragere Yamaha TA 125. Toch werd het zijn beste seizoen, afgesloten met een overwinning in de 125cc-Grand Prix van Spanje, waardoor hij de tweede plaats in het kampioenschap op het laatste moment afsnoepte van Jos Schurgers met zijn zelfbouw-Bridgestone. In de 250cc klasse raakte hij met nog elf andere rijders betrokken bij een enorm ongeluk op Monza, waarbij Jarno Saarinen en Renzo Pasolini het leven verloren.
In 1974 reed Mortimer niet in de 125cc-klasse behalve in de Isle of Man TT. Een jaar eerder had hij nog meegedaan aan de boycot van die race vanwege het gevaar, maar in dit jaar startte hij er zelfs in vijf klassen. Met een Danfay-Yamaha TZ 700 won hij de Formula 750 Classic TT. In de Junior TT stond hij op poleposition en hij reed ook de snelste ronde, maar viel uit. Hij won in dit jaar de 250cc-Grand Prix van Joegoslavië.
In 1975 had Chas Mortimer door het wegblijven van vrijwel alle WK-rijders op het eiland Man een goede week: Hij won de Lightweight 250 cc TT, werd tweede in de Production TT en de Junior TT en derde in de Senior TT.
In het seizoen 1976 reed Mortimer erg sterk. In de Junior TT startte hij vanwege de interval-start 30 seconden later dan de eerste rijders, maar halverwege de eerste ronde had hij iedereen al ingehaald. Na een volle ronde had Tom Herron, die op de tweede plaats lag, al 19 seconden achterstand. Ook in de Finse Grand Prix was hij erg overtuigend: in de tiende ronde lag hij 16 seconden achter Herron door een slechte start, maar aan de finish waren het nog maar 2 seconden. Door zijn vierde plaats kreeg hij zelfs de leiding in de 350cc-stand in handen, maar die verspeelde hij weer aan Walter Villa en Johnny Cecotto, die allebei fabrieksrijder waren. Hij won in dit jaar ook de Production TT met zijn Yamaha TZ 250.
1977 was een slecht jaar voor Chas Mortimer. Hij viel vaak uit en scoorde maar weinig punten, waardoor hij zowel in de 250- als de 350cc-klasse in de staart van het klassement eindigde. Ook in de Isle of Man TT, die haar WK-status verloren had, ging het minder goed dan anders.
In 1978 leidde Mortimer de Junior TT van start tot finish, maar in het wereldkampioenschap scoorde hij slechts sporadisch punten.
Ook 1979 was een seizoen vol tegenslag, met een schijnbare opleving in de Belgische Grand Prix. Schijnbaar, want hoewel Chas Mortimer hier poleposition had en na een spannende strijd met de Oostenrijkse heuvelklimkampioen Eduard Stöllinger tweede werd, was de prestatie minder groot dan ze leek. Door het veel te gladde nieuwe asfalt op het Circuit van Spa-Francorchamps weigerden de toprijders te starten.
Het zou het laatste WK-seizoen van Chas Mortimer worden. Hij had de raceschool van zijn vader overgenomen en daarnaast had hij nog een eigen importbedrijf van motoronderdelen. In 2015 was hij eigenaar van Chas Mortimer Ltd., dat hij in 1998 had opgericht. Het was een transportbedrijf dat zich specialiseerde in het transport van auto's en motorfietsen.
Mortimer bleef nog jaren op amateurniveau racen. Tot 1984 bleef hij in de Isle of Man TT uitkomen en in dat jaar startte hij zelfs nog een keer in een WK-race, de 250cc Grand Prix van Zuid-Afrika, waar hij 23e werd.

## Wereldkampioenschap wegrace resultaten
(Races in vet zijn pole-positions; races in cursief geven de snelste ronde aan)
| Jaar | Klasse | Team   | Motorfiets                | 1       | 2          | 3       | 4       | 5          | 6       | 7       | 8       | 9       | 10      | 11      | 12      | 13      | Punten | Plaats | Overwinningen |
| ---- | ------ | ------ | ------------------------- | ------- | ---------- | ------- | ------- | ---------- | ------- | ------- | ------- | ------- | ------- | ------- | ------- | ------- | ------ | ------ | ------------- |
| 1969 | 125 cc | Privé  | Villa                     | SPA -   | DUI -      | FRA -   | IOM DNF | NED 13     | BEL -   | DDR -   | TSJ -   | FIN 6   | ULS -   | NAT -   | ADR -   |         | 5      | 32e    | 0             |
| 1969 | 250 cc | Privé  | Yamaha TD 2               | SPA -   | DUI -      | FRA -   | IOM DNF | NED -      | BEL -   | DDR -   | TSJ -   | FIN 9   | ULS 5   | NAT -   | ADR -   |         | 8      | 23e    | 0             |
| 1970 | 125 cc | Privé  | Villa                     | DUI -   | FRA -      | ADR -   | IOM DNF | NED -      | BEL 6   | DDR -   | TSJ -   | FIN -   |         | NAT -   | SPA -   |         | 5      | 31e    | 0             |
| 1970 | 250 cc | Privé  | Yamaha TD 2               | DUI 3   | FRA -      | ADR 7   | IOM 4   | NED -      | BEL 8   | DDR -   | TSJ 6   | FIN -   | ULS -   | NAT -   | SPA -   |         | 30     | 6e     | 0             |
| 1970 | 350 cc | Privé  | Yamaha TR 2               | DUI 3   |            | ADR 8   | IOM DNF | NED -      |         | DDR -   | TSJ 10  | FIN 10  | ULS -   | NAT -   | SPA -   |         | 15     | 15e    | 0             |
| 1971 | 125 cc | Privé  | Yamaha AS-1               | OOS -   | DUI 7      |         | NED 5   | BEL 5      | DDR -   | TSJ 7   | ZWE -   | FIN 6   |         | NAT -   | SPA 2   |         | 48     | 5e     | 1             |
| 1971 | 125 cc | Yamaha | YZ 623 A                  |         |            | IOM 1   |         |            |         |         |         |         |         |         |         |         | 48     | 5e     | 1             |
| 1971 | 250 cc | Privé  | Yamaha TD 2 B             | OOS -   | DUI -      | IOM DNF | NED 5   | BEL 5      | DDR 7   | TSJ 4   | ZWE DNF | FIN 4   | ULS -   | NAT -   | SPA 3   |         | 42     | 8e     | 0             |
| 1972 | 125 cc | Yamaha | YZ 623 C                  | DUI 2   | FRA 2      | OOS -   | NAT 2   | IOM 1      | JOE 2   | NED -   | BEL 2   | DDR 2   | TSJ 2   | ZWE 3   | FIN -   | SPA 2   | 87     | 3e     | 1             |
| 1972 | 250 cc | Yamaha | TD 3                      | DUI 7   | FRA -      | OOS 5   | NAT -   | IOM 14     | JOE -   | NED -   | BEL -   | DDR -   | TSJ -   | ZWE -   | FIN -   | SPA 4   | 18     | 14e    | 0             |
| 1972 | 350 cc | Privé  | Yamaha TR 3               | DUI -   | FRA -      | OOS -   | NAT -   | IOM DNF    | JOE -   | NED -   |         | DDR -   | TSJ -   | ZWE -   | FIN -   | SPA -   | 0      | -      | 0             |
| 1972 | 500 cc | Privé  | Yamaha TR 3 (opgeboord)   | DUI -   | FRA -      | OOS -   | NAT -   | IOM -      | JOE 2   | NED 5   | BEL DNF | DDR 5   | TSJ DNF | ZWE 8   | FIN DNF | SPA 1   | 42     | 6e     | 1             |
| 1973 | 125 cc | Privé  | Yamaha TA 125             | FRA -   | OOS -      | DUI DNF | NAT DNF | IOM boycot | JOE 2   | NED 3   | BEL 3   | TSJ 2   | ZWE 3   | FIN 5   | SPA 1   |         | 75     | 2e     | 1             |
| 1973 | 250 cc | Privé  | Yamaha TZ 250             | FRA 7   | OOS 3      | DUI DNF | NAT -   | IOM boycot | JOE 5   | NED 5   | BEL 7   | TSJ -   | ZWE 10  | FIN DNF | SPA 3   |         | 40     | 6e     | 0             |
| 1973 | 500 cc | Privé  | Yamaha TZ 350 (opgeboord) | FRA DNF | OOS -      | DUI -   | NAT -   | IOM boycot | JOE -   | NED -   | BEL -   | TSJ 15  | ZWE DNF | FIN 11  | SPA 4   |         | 8      | 25e    | 0             |
| 1974 | 250 cc | Privé  | Yamaha TZ 250             |         | DUI -      |         | NAT DNF | IOM 3      | NED 6   | BEL -   | ZWE 4   | FIN -   | TSJ 8   | JOE 1   | SPA -   |         | 41     | 6e     | 1             |
| 1974 | 350 cc | Privé  | Maxton-Yamaha TZ 350      | FRA -   | DUI -      | OOS 2   | NAT 5   | IOM DNF    | NED DNF |         | ZWE 6   | FIN -   |         | JOE -   | SPA 5   |         | 29     | 5e     | 0             |
| 1974 | 500 cc | Privé  | Yamaha TZ 500             | FRA 8   | DUI -      | OOS DNF | NAT -   | IOM DNF    | NED -   | BEL DNF | ZWE -   | FIN -   | TSJ 10  |         |         |         | 4      | 28e    | 0             |
| 1975 | 250 cc | Privé  | Yamaha TZ 250             | FRA 7   | SPA 4      |         | DUI -   | NAT -      | IOM 1   | NED -   | BEL 7   | ZWE 10  | FIN DNF | TSJ 8   | JOE 2   |         | 46     | 6e     | 1             |
| 1975 | 350 cc | Privé  | Yamaha TZ 350             | FRA DNF | SPA DNF    | OOS DNF | DUI 7   | NAT 8      | IOM 2   | NED 9   |         |         | FIN DNF | TSJ -   | JOE 3   |         | 31     | 6e     | 0             |
| 1975 | 500 cc | Privé  | Yamaha TZ 500             | FRA -   |            | OOS DNF | DUI -   | NAT -      | IOM 3   | NED -   | BEL DNF | ZWE DNF | FIN 4   | TSJ 6   |         |         | 23     | 11e    | 0             |
| 1976 | 250 cc | Privé  | Yamaha TZ 250             | FRA 12  |            | NAT 4   | JOE 5   | IOM 3      | NED -   | BEL -   | ZWE 5   | FIN -   | TSJ -   | DUI 10  | SPA 12  |         | 31     | 7e     | 0             |
| 1976 | 350 cc | Privé  | Yamaha TZ 350             | FRA -   | OOS 8      | NAT -   | JOE 2   | IOM 1      | NED 3   |         |         | FIN 4   | TSJ 5   | DUI -   | SPA 12  |         | 54     | 3e     | 1             |
| 1976 | 500 cc | Privé  | Yamaha TZ 500             | FRA 13  | OOS DNF    | NAT -   |         | IOM DNF    | NED -   |         |         |         |         |         |         |         | 18     | 13e    | 0             |
| 1976 | 500 cc | Privé  | Suzuki RG 500             |         |            |         |         |            |         | BEL 7   | ZWE 3   | FIN DNF | TSJ 9   | DUI 9   |         |         | 18     | 13e    | 0             |
| 1977 | 250 cc | Privé  | Yamaha TZ 250             | VEN -   |            | DUI -   | NAT DNQ | SPA DNF    | FRA DNQ | JOE -   | NED DNF | BEL 13  | ZWE 6   | FIN 15  | TSJ DNS | GB -    | 5      | 27e    | 0             |
| 1977 | 350 cc | Privé  | Yamaha TZ 350             | VEN DNF | OOS afgel. | DUI -   | NAT 10  | SPA 14     | FRA -   | JOE -   | NED 12  |         | ZWE DNF | FIN 12  | TSJ DNS | GB DNF  | 1      | 37e    | 0             |
| 1978 | 250 cc | Privé  | Yamaha TZ 250             | VEN -   | SPA 10     |         | FRA 7   | NAT -      | NED 13  | BEL -   | ZWE 8   | FIN DNF | GB -    | DUI 7   | TSJ -   | JOE -   | 12     | 18e    | 0             |
| 1978 | 350 cc | Privé  | Yamaha TZ 350             | VEN -   |            | OOS 12  | FRA 15  | NAT -      | NED DNF |         | ZWE DNF | FIN DNF | GB -    | DUI -   | TSJ -   | JOE -   | 0      | -      | 0             |
| 1979 | 250 cc | Privé  | Yamaha TZ 250             | VEN 9   |            | DUI DNF | NAT DNF | SPA -      | JOE -   | NED 17  | BEL 2   | ZWE 15  | FIN DNF | GB DNF  | TSJ DNF | FRA DNF | 13     | 13e    | 0             |
| 1979 | 350 cc | Privé  | Yamaha TZ 350             | VEN -   | OOS 11     | DUI DNF | NAT DNQ | SPA -      | JOE -   | NED DNF |         |         | FIN DNF | GB -    | TSJ DNF | FRA DNF | 0      | -      | 0             |